# Position Normal
I Position Normal sono un gruppo musicale inglese.

## Storia
I Position Normal sono attivi dal 1986 e sono composti dai londinesi Chris Bailiff e John Cushway. Inizialmente, il duo utilizzava l'alias Bugger Sod e, secondo un bizzarro resoconto dello scrittore David Stubbs, facevano concerti con proiezioni video durante i quali "del purè di patate veniva lanciato sul pubblico e vi erano dei calzini appesi sul soffitto". Dopo aver cambiato nome in Position Normal, il duo incise il singolo da dodici pollici Part of the Bugger Sod Empire (1998). Il primo 'album Stop Your Nonsense (1999), uscito per la Mind Horizon, mescola della musica per bambini a sonorità di chitarra psichedeliche e a percussioni insolite, e venne accolto positivamente dalla critica. L'album precede Goodly Time (1999), il cui ascolto, secondo quanto riporta un giornalista di Uncut, sarebbe l'equivalente sonoro di chi "trova degli oggetti racchiusi in vecchie scatole di cartone che, anche in questa presunta era del kitsch, sono rimasti integri nonostante il passare degli anni." Dopo dieci anni, i Position Normal pubblicarono l'omonimo album (2009), uscito originariamente solo su cassetta e considerato uno dei migliori album dell'anno da The Wire. Rare sono le apparizioni dal vivo del gruppo.

## Stile musicale e influenza
I collage sonori dei Position Normal rievocano il pop psichedelico e sono costruiti per mezzo di campionamenti estratti da dischi di seconda mano o di proprietà del padre di Bailiff. Inoltre, il gruppo fa un massiccio uso di tape loop. Secondo alcuni, fra cui Simon Reynolds, la musica dei Position Normal precorre e avrebbe ispirato artisti hauntology come i Moon Wiring Club e The Focus Group, il cui stile vuole rievocare un "futuro perduto" o del "materiale culturale caduto nel dimenticatoio".

## Formazione
- Chris Bailiff
- John Cushway

## Discografia

### Album in studio
- 1999 – Stop Your Nonsense
- 1999 – Goodly Time
- 2009 – Position Normal

### Singoli ed extended play
- 1997 – Sampler (come Bugger Sod)
- 1998 – Part of the Bugger Sod Empire
- 1999 – Nostrils and Eyes